# Telmatherina
Telmatherina é um género de peixe da família Telmatherinidae.
Este género contém as seguintes espécies:
- Telmatherina abendanoni M. C. W. Weber, 1913
- Telmatherina albolabiosus Tantu & Nilawati, 2008
- Telmatherina antoniae Kottelat, 1991
- Telmatherina bonti M. C. W. Weber & de Beaufort, 1922
- Telmatherina celebensis Boulenger, 1897
- Telmatherina obscura Kottelat, 1991
- Telmatherina opudi Kottelat, 1991
- Telmatherina prognatha Kottelat, 1991
- Telmatherina sarasinorum Kottelat, 1991
- Telmatherina wahjui Kottelat, 1991